# 毛憲 (成化進士)
毛憲（1444年—？），字世章，浙江紹興府餘姚縣人，民籍，明朝政治人物。

## 生平
浙江鄉試第八名。成化十七年（1481年），登辛丑科二甲第四十三名進士，授刑部主事。歷官四川按察司副使，湖廣按察司副使。

## 家族
浙江餘姚豐山毛氏十五代孙。曾祖毛白；祖父毛雍；父毛，進士。母周氏。重庆下。弟毛宥、毛實。